# Aicha Bassarewan
Aicha Binte Umar Bassarewan é uma política timorense que foi Vice-Ministra do Planeamento e das Finanças no Parlamento Nacional de Timor-Leste entre 2002-2007. Ela é membro do partido FRETILIN.

## Carreira
Bassareawan frequentou o Liceu Dr. Francisco Machado e concluiu o mestrado na Universidade Nacional de Timor-Leste (UNTL). Durante a ocupação indonésia, foi membro fundador da Organização Popular das Mulheres Timorenses (OPMT), e uma das professoras voluntárias que ensinava alfabetização a adultos e crianças, bem como ideias revolucionárias.
De 20 de maio de 2002 a 8 de agosto de 2007, Bassarewan foi Vice-Ministra do Planeamento e Finanças. De 2009 a 2012 trabalhou com Ana Pessoa Pinto, tendo sido também membro da Comissão Permanente C.